# Distretto di Tangail
Il distretto di Tangail è un distretto del Bangladesh situato nella divisione di Dacca. Si estende su una superficie di 3414,38 km² e conta una popolazione di 3.605.083  abitanti (dato censimento 2011).

## Suddivisioni amministrative
Il distretto si suddivide nei seguenti sottodistretti (upazila):
- Tangail Sadar
- Sakhipur
- Basail
- Madhupur
- Ghatail
- Kalihati
- Nagarpur
- Mirzapur
- Gopalpur
- Delduar
- Bhuapur
- Dhanbari